# Дамір Мартін
Дамір Мартін  (хорв. Damir Martin, 14 липня 1988) — хорватський веслувальник, олімпійський медаліст.

## Виступи на Олімпіадах
| Олімпіада   | Дисципліна     | Місце |
| ----------- | -------------- | ----- |
| Лондон 2012 | четвірка парна | 2     |
| Ріо 2016    | одиночка       | 2     |
| Токіо 2020  | одиночки       | 3     |
| Париж 2024  | одиночки       | 11    |

## Зовнішні посилання
- Досьє на sport.references.com [Архівовано 15 грудня 2012 у Wayback Machine.]